# 가와나카지마 전투
가와나카지마 전투(일본어: 川中島の戦い 카와나카지마 노 다다카이[*])는 일본 센고쿠 시대 가이노쿠니(甲斐国)의 센고쿠 다이묘 다케다 신겐(武田信玄)과 에치고노쿠니(越後国)의 센고쿠 다이묘 우에스기 겐신(上杉謙信)사이에서 북시나노(北信濃)의 지배권을 둘러싸고 벌어진 수차례의 전투를 말한다. 이 전투는 지쿠마가와(千曲川)와 사이가와(犀川)가 합류하는 삼각지대의 평지인 가와나카지마를 중심으로 이루어졌기에 '가와나카지마' 전투라고 불리고 있다.

## 개요
가와나카지마 전투는 총 5차례, 약 12년에 걸쳐 벌어졌다. 협의적 의미로의 '가와나카지마 전투'는 최대 격전이 벌어진 제4차 전투(에이로쿠(永禄) 4년 9월 9일(1561년 10월 17일)부터 9월 10일(1561년 10월 18일))을 가리키는 경우가 많다.
- 제1차 전투：덴분(天文) 22년 (1553년)
- 제2차 전투：덴분 24년 (1555년)
- 제3차 전투：고지(弘治) 3년 (1557년)
- 제4차 전투：에이로쿠 4년 (1561년)
- 제5차 전투：에이로쿠 7년 (1564년)

전투는 우에스기 군이 북 시나노의 탈환과 에치고 방어를 위해, 다케다군은 그에 대한 저지와 에치고 침공을 목표로 하고 있었다. 결과적으로 가와나카지마 전투 이후 다케다 신겐이 북 시나노 지배가 계속되어 시나노 지배가 반석에 올랐기 때문에 다케다 신겐이 전략적 승리를 거두었다고 평가한다. 한편 우에스기군은 북시나노을 거의 빼앗지 못했지만, 우에스기 겐신도 에치고는 지킬 수 있었기 때문에 어느 정도 성공을 거두었다고 말할 수 있다.
또한 위 '5회 전투설'은 일반적으로 알려져 있지만, 이견도 존재한다. 특히 다나카 요시나리(田中義成)씨의 '2회 전투설'은 위 제2차 와 제4차의 전투만을 가와나카지마 전투라고 부르고 있다. 이 2차례 전투는 직접 양군이 교전을 벌인 기록이 남아있고, 다른 전투는 교전을 피한 경우가 많았기 때문에 '2회 전투설'을 주장하는 연구자의 의견도 일정한 설득력이 있지만 일반적이지는 않는다.

## 배경

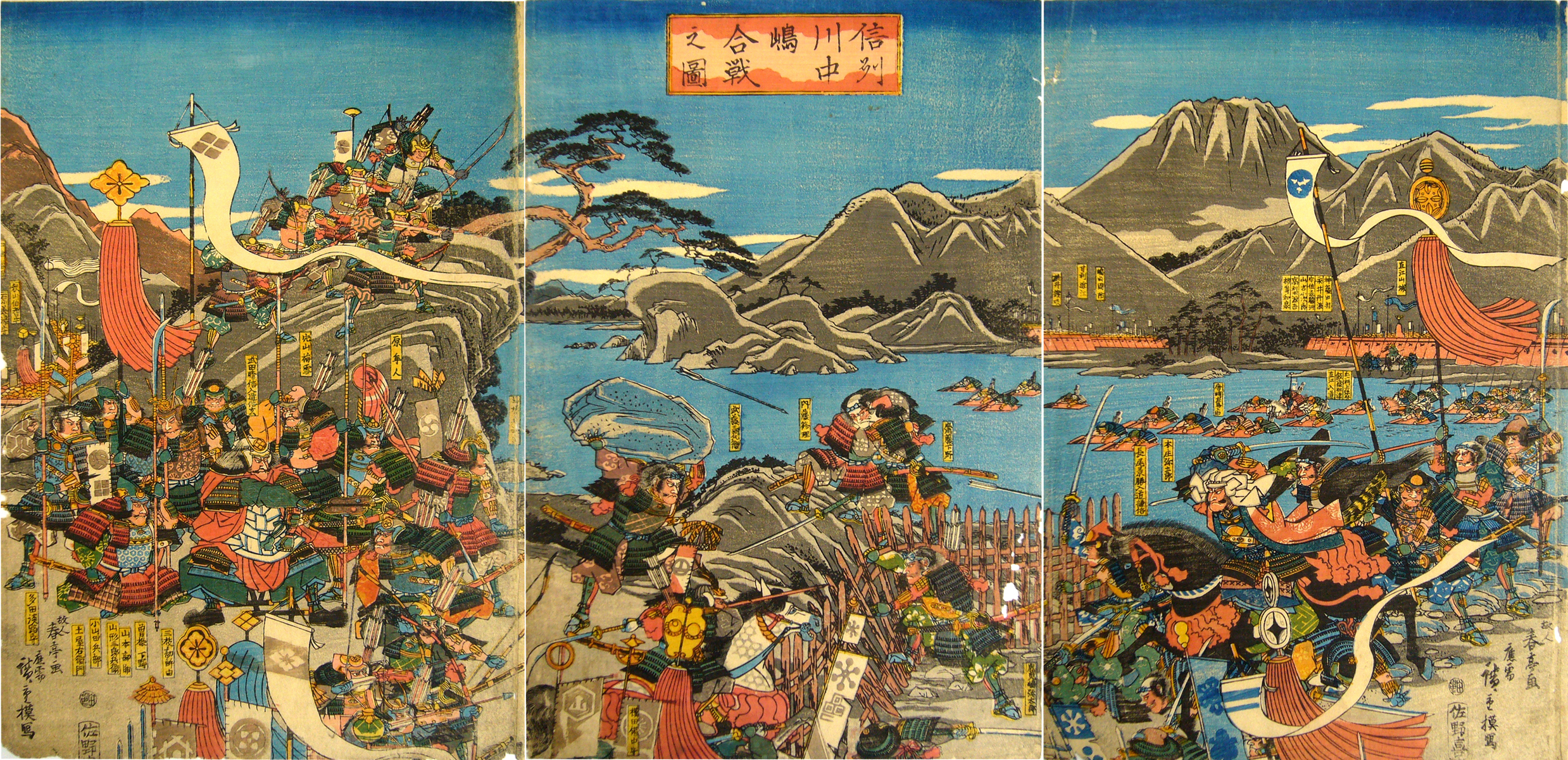
우타가와 히로시게(歌川広重) 「川中島合戦之図」

아버지 다케다 노부토라를 추방하고 가문을 계승한 다케다 하루노부(신겐)는 덴분 11년(1542년) 스와 요리시게(諏訪頼重)를 공격해 스와씨를 멸망시켰다. 이후 다케다군은 매년 시나노노쿠니를 공격해 영토를 넓혔다. 이에 대해 시나노노쿠니는 아직 통일된 다이묘가 존재하지 않았고, 중소 다이묘가 난립한 상황에서 오랫동안 서로 반목하고 있었기 때문에 일치단결하여 다케다씨의 침략에 대항할 수가 없었다.
하루노부는 다카토씨(高遠氏), 후지자와씨(藤沢氏), 오이씨(大井氏)등 시나노의 고쿠진(國人)들을 차례로 공략했다. 덴분 16년(1547년) 사쿠(佐久)에 출격한 우에스기 노리마사(上杉憲政)를 오다이하라(小田井原)에서 격파하고, 가사하라씨(笠原氏)의 시가성(志賀城)을 함락하였다.
그러나 덴분 17년(1548년) 우에다하라 전투(上田原の戦い)에서 북시나노의 명족(名族) 무라카미 요시키요(村上義清)에게 하루노부는 대패를 당했다. 이것을 계기로 시나노의 고쿠진들은 연합하여 다케다씨에 대해 반격에 나섰으나, 이어 서로 반목하여 분열되었다. 하루노부는 시오지리도게 전투(塩尻峠の戦い)에서 시나노 슈고 가문인 오가사와라 나가토키(小笠原長時)를 격파하여 다시 우위에 섰고, 덴분 19년(1550년)에는 오가사와라 나가토키를 몰아내고 중시나노를 제압하였다.
같은 해 하루노부는 무라카미 요시키요의 지성(支城) 도이시성(戸石城)을 공격했으나, 또 한 번 뼈아픔 패배를 겪었다. [도이시구즈레 (砥石崩れ)]
그러나 다음해 덴분 20년(1551년) 사나다 유키다카(真田幸隆)의 모략에 의해 도이시성을 함락하는 데 성공하여, 무라카미 요시키요는 가쓰라오 성(葛尾城)에 고립되어 대항할 힘을 잃어버렸다.
하루노부는 에치고노쿠니와의 국경지대인 북시나노 일부(가와나카지마)와 남시나노 일부를 제외한 시나노노쿠니의 거의 전역을 제압하였다. 이로써 다케다 하루노부와 에치고노쿠니의 나가오 가케토라(우에스기 겐신)는 서로 국경을 마주보고 대치하게 되었다.

## 가와나카지마
시나노노쿠니 북동부, 시나노 국경지대 주변의 지쿠마가와 강변에는 젠코지 평야라고 부르는 분지가 펼쳐져 있다. 이 땅에는 신앙을 모으던 명찰(名刹) 젠코지(善光寺)가 있어 유력한 경제권을 형성하고 있었다. 젠코지 평야의 남쪽 사이가와와 지쿠마가와가 합류되는 지점이 넓게 펼쳐진 땅을 가와나카지마라고 불렀다. 당시 가와나카지마는 여러 갈래의 작은 하천이 흐르고 있는 소택지(沼沢地)와 황지(荒地)가 펼쳐져 있어 경제적인 가치는 없었다. 그러나 에치고노쿠니로 이어지는 도로가 통하는 전략상의 요지였기에 다케다 하루노부에게는 시나노노쿠니 지배 완수를 위해, 나가오 가케토라에게는 에치고노쿠니 방어를 위해서 어떻게든 지배해야 할 수밖에 없는 토지였다.
이 지역에는 다카나시씨(高梨氏), 스다씨(須田氏), 이노우에씨(井上氏), (시나노) 시마즈씨(島津氏), 구리다씨(栗田氏), 이시카와씨(市川氏)등의 중소 고쿠진 영주, 지자무라이(地侍)등이 있었다. 그들은 무라카미 요시키요를 맹주로 삼아 다케다군의 시나노 침공에 대항했으나, 다케다군의 연이은 공세 앞에 무라카미 씨는 풍전등화에 놓이게 되었다. 그 때문에 북시나노의 고쿠진들은 에치고노쿠니의 나가오 가케토라에게 원조를 요청하게 되었다.
다케다군에 의한 북시나노 침공은 가케토라에게 있어서도 위협적이었다. 또한 나가오씨와 북시나노 고쿠진들과는 오래전부터 밀접한 관계를 맺어왔다. 특히 다카나시씨는 아버지 나가오 다메카게(長尾為景)의 시대에는 간토 간레이 우에스기씨와의 전투에서 원조를 받았고, 당시 다카나시 마사요리(高梨政頼)의 아내는 가케토라의 숙모이기도 했기에 오랜 동맹관계에 있었다. 그 때문에 가케토라는 북시나노의 전투에 본격적으로 개입하게 되었던 것이다.

## 제1차 전투
가와나카지마 전투 중 제1차 전투는 덴분 22년(1553년)에 벌어져 '布施の戦い'라고도 말한다. 나가오 가케토라가 북시나노 고쿠진들을 지원하여 처음으로 가와나카지마에 출진해 다케다 하루노부와 싸웠다.
덴분 22년(1553년) 4월 하루노부는 북시나노에 출병하여 오가사하라씨의 잔당과 무라카미씨의 여러 성들을 공략했다. 버티지 못한 무라카미 요시키요는 가쓰라오성을 버리고 에치고 국으로 도망쳐 가케토라에게 지원을 요청했다. 무라카미 요시키요는 북시나노의 고쿠진들과 가케토라의 지원을 얻어 병사 5,000명을 이끌고 반격에 나서자, 하루노부는 일단 병사를 물렸고 무라카미 요시키요는 가쓰라오성을 탈환하는 데 성공했다. 7월 체제를 정비한 다케다군은 다시 북시나노에 침공해 무라카미측 여러 성을 함락하고 무라카미 요시키요가 지키던 시오다성(塩田城)을 공격했다. 8월 무라카미 요시키요는 성을 버리고 에치고로 도망쳤다.
9월 1일 가케토라는 직접 병사를 이끌고 북시나노에 출진했다. 가와나카지마의 하치만바라(八幡)에서 다케다군 선봉을 격파하고 군을 진격시켜 아라토성(荒砥城)을 함락하고 아오(青柳城)를 공격했다. 다케다군은 아라토성에 야습을 가해 나가오군의 퇴로를 차단했기 때문에 가케토라는 하치만바라에서 병사를 퇴각시켰다. 시오다성에 농성하던 하루노부가 결전을 피했기 때문에 가케토라는 어느 정도 전과는 올렸다고 생각해 9월 20일에 에치고 국으로 돌아갔다. 하루노부도 10월 17일 본거지인 가이국 고후(甲府)로 귀환했다.
가케토라는 제1차 전투 후 관직수여에 대한 답례를 위해 상락하여 고나라 천황(後奈良天皇)을 배알하고, '사적치벌의 윤지(私敵治罰の綸旨)'를 얻었다. 이것으로 인해 가케토라와 적대하는 자는 조정의 적이 되기에 다케다씨와의 전투에 대한 대의명분을 얻게 되었다. 한편 하루노부는 시나노국의 사쿠군(佐久郡), 하 이나군(下伊那郡), 기소군(木曽郡)을 제압했다.
다만 다케다씨 연구자인 시바츠지 슌로쿠(柴辻俊六)는 이 전투에서 가케토라가 직접 출진한 것에 대해서 확실한 사료가 확인되지 않았기에 의문을 제기하기도 했다.

## 제2차 전투
가와나카지마 전투 중 제2차 전투는 덴분 24년(1555년)에 벌어져 '사이가와 전투'(犀川の戦い)'라고도 부른다. 다케다 하루노부와 나가오 가케토라는 200일 동안 장기간 서로 대치하였다.
덴분 23년(1554년) 하루노부는 후 호조씨(後北条氏), 이마가와씨(今川氏)와 서로 동맹을 맺어 배후를 든든하게 했다. 그 이전 가케토라의 가신 기타조 다카히로(北条高広)에게 반란을 사주하였다. 가케토라는 곧 기타조 다카히로를 항복시켰고, 배후에 있던 하루노부와의 대립은 깊어졌다.
덴분 24년(1555년) 시나노쿠니 젠코지의 구리다(栗田鶴寿)가 다케다측으로 넘어가자, 다케다씨 세력이 시나노, 에치고 국경부근에까지 육박하게 되었다. 4월 가케토라는 젠코지 탈환을 위해 가와나카지마에 출진했다. 구리다와 다케다씨 원군 3,000은 구리다씨의 旭山城에 농성했다. 가케토라는 旭山城을 압박하기 위해 그리고 북시나노의 전진거점으로 가쓰야마성(葛山城)을 쌓았다.
하루노부도 병사를 이끌고 가와나카지마에 출진해 사이가와를 사이에 두고 양군은 대치했다. 7월 19일 나가오군이 사이가와를 건너 전투를 벌였으나, 결판은 지어지지 않고, 양군은 200여 일 동안 서로 대치만 하게 되었다. 병참선이 길었던 다케다군은 병량조달에 어려움이 많았다. 나가오군에서도 동요가 일어났기에 가케토라는 휘하 무장들에게 충성을 확인시키는 서약서를 요구했다.
윤 10월 15일 스루가국(駿河国)의 이마가와 요시모토(今川義元)의 중개로 화의가 성립되어 양군은 철수하였다. 화의조건으로 하루노부는 스다씨, 이노우에씨, 시마즈씨등 북시나노 고쿠진들의 복귀를 인정하고 旭山城을 파괴하는 것으로 성립되었다.
그 후 하루노부는 기소군의 기소 요시야스(木曽義康), 기소 요시마사(義昌) 부자를 항복시켜, 남시나노 평정을 완성하였다.

## 제3차 전투
가와나카지마 전투 중 제3차 전투는 고지(弘治) 3년(1557년)에 벌어져 '우에노하라 전투'(上野原の戦い)라고도 불린다. 다케다 하루노부의 북시나노에서의 세력 확장에 대한 반격을 위해 나가오 가케토라는 출진했으나, 하루노부는 결전을 피했기에 대결은 이루어지지 않았다.
고지 2년(1556년) 에치고노쿠니에서 가케토라가 출가은퇴를 기도한 사건이 일어났다. 가신단이 가케토라에게 충성을 맹세하며, 이를 저지했기에 출가는 이루어지지 않았다. 나가오씨가 내분을 일으킨 사이 하루노부는 북시나노 고쿠진들에 대한 회유를 진행해 다수의 고쿠진들을 우방으로 끌어들이는 데 성공했다. 또한 사나다 유키타카에게 가와나카지마의 尼巌城을 공격하게 하여 8월에 이곳을 함락시켰다. 하루노부는 가케토라와 불화를 일으킨 오쿠마 도모히데(大熊朝秀)를 회유하여 반란을 일으킨 뒤 에치고 침공을 노렸다. 결국 오쿠마 도모히데의 반란은 실패로 끝나고 도모히데는 가이국으로 도망쳐오게 된다.
고지 3년(1557년) 정월, 가케토라는 하치만미야(更科八幡宮;지금의 다케미즈와케 신사(武水別神社)에서 원문(願文)을 봉하고 다케다씨 토벌을 기원하며, 하루노부에 대한 증오심을 나타냈다. 2월 하루노부는 나가오측의 전진거점이었던 가쓰야마성을 맹공격을 가해 함락하고 다카하시 마사요리의 거성 이이야마성(飯山城)에 다다랐다. 북시나노 고쿠진들은 크게 동요하여 가케토라에게 구원을 요청했으나 가케토라는 폭설 때문에 출진할 수가 없었다.
그 사이 하루노부는 회유를 진행해 북시나노 고쿠진들이 차례로 다케다측에 넘어갔다.
4월 18일 눈이 녹자, 곧바로 가케토라는 가와나카지마로 출진해 4월부터 6월까지 다케다측의 여러 성들을 함락하고 다케다 영지 깊숙이 침공하여 반격에 나섰다. 나가오군은 사방에 불을 지르고, 약탈을 일삼았다. 그러나 다케다군은 결전을 피하고 가케토라는 어느 정도 전과는 올렸다고 생각해 이이야마성으로 물러났다. 7월 가케토라는 尼巌城을 공격했으나 실패하였다. 한편 다케다군의 일부부대가 安曇郡의 국경지대부근에 있던 오다리성(小谷城)을 함락해 나가오군을 견제했다.
8월 29일 양군은 우에노하라에서 교전을 벌였으나, 결정적인 전투는 없었고 전선은 교착상태에 빠졌다. 가케토라는 旭山城을 부활시킨 것 이외에 큰 전과 없이 9월 에치고 국으로 물러났다. 하루노부도 10월 가이국으로 귀국했다.
교토에서 쇼군 아시카가 요시테루(足利義輝)가 미요시 나가요시(三好長慶), 마쓰나가 히사히데(松永久秀)와 대립해 오우미국(近江国) 朽木谷으로 도망친 사건이 일어났다. 요시테루는 세력회복을 위해 가케토라의 상락을 열망하여 나가오씨와 다케다씨의 화의를 권고하는 고나이쇼(御内書)를 보냈다. 하루노부는 나가오씨와의 화의조건으로 요시테루에게 시나노 슈고직을 요구했다. 요시테루는 이를 승낙하고, 다케다씨와 나가오씨의 화의가 실현되었다. 이것으로 인해 다케다씨의 시나노노쿠니 지배가 바쿠후로부터 정당화되게 되었다.
에이로쿠 원년(1558년) 하루노부는 화의를 무시하고 북시나노에 출진했다. 에치고 국으로 침공하기 위해서였다. 요시테루는 고나이쇼를 보내 화의무시를 질책했으나, 하루노부는 [시나노 슈고의 직책을 받았기 때문에 타국의 침략에 맞서 싸우기 위해서입니다]라고 자신에 대한 정당성을 주장하고 거꾸로 가케토라에게 책임을 물었다.
일련의 전투로 인해 다케다씨의 북시나노 지배는 더욱 확대되어, 나가오씨의 유력한 맹우였던 다카나시씨의 세력은 약체화되었다. 그 때문에 가케토라는 남겨진 나가오측 북시나노 고쿠진들의 지배를 강화하여 실질적인 가신화를 진행시키게 되었다.

## 제4차 전투
가와나카지마 전투 중 제4차 전투는 에이로쿠 4년(1561년)에 벌어져 '하치만바라 전투'(八幡原の戦い)라고도 불린다. 간토(關東)출병을 준비하던 우에스기 마사토라(上杉政虎;겐신의 다른 이름)는 배후의 다케다 신겐을 견제하기 위해 가와나카지마에 출진했다. 제1차부터 제5차에 걸쳐 벌어진 가와나카지마 전투 중에서 유일하게 대규모 전투가 벌어져 많은 사상자가 발생했다.
유명한 제4차 가와나카지마 전투에 대해선, 전투의 구체적인 경과를 서술한 사료는 고요군칸(甲陽軍鑑) 등의 군기물 이야기(軍記物語)밖에는 없다. 그 때문에 본 내용은 사료적인 신빙성이 떨어지는 고요군칸 등 에도시대의 군기물을 소재로 항간에 알려진 전투의 경과를 서술하게 되었다. 확실한 사료가 존재하지 않기 때문에 이 전투의 구체적 실상은 현재까지 의문으로 남아있다.
그러나 그중에도 묘법사기(妙法寺記)나 다케다씨, 우에스기씨의 간죠(感狀) 등 이 전투가 일어났다는 것을 전해주는 신빙성이 높은 사료는 남아있어 그해 이 땅에서 격전이 벌어졌다는 것은 확인할 수 있었다. 현대의 작가들은 이 전투에 대해서 새로운 학설을 내놓고 있으나, 이것도 사료에 의거하지 않은 상상하는 부분이 많다.

### 전투의 배경
덴분 21년(1552년) 호조 우지야스(北条氏康)에게 패배한 간토간레이(関東管領) 우에스기 노리마사는 에치고노쿠니으로 달아나 가케토라에게 우에스기씨의 가문과 간토간레이직을 양도하였다. 에이로쿠 2년(1559년) 가케토라는 간토간레이직 취임을 허락받기 위해 2차례 상락하였다. 가케토라는 쇼군 아시카가 요시테루를 배알하고, 간토간레이직 취임을 정식으로 허락받았다. 에이로쿠 3년(1560년) 대의명분을 얻은 가케토라는 간토로 출진하였다. 간토의 여러 다이묘들 다수가 가케토라측에 참가하여 그 군세는 10만에 달하였다. 호조 우지야스는 결전을 피하고 오다와라성에서 농성했다. 에이로쿠 4년(1561년) 3월 가케토라는 오다와라성을 포위했으나, 수비가 견고하여 공격은 실패했다.
호조 우지야스는 동맹자 다케다 신겐(하루노부가 에이로쿠 2년에 출가하여 개명했다)에게 원조를 요청하였고, 신겐은 이에 응하여 북시나노에 침공했다. 가와나카지마에 가이즈성(海津城)을 쌓고 가케토라의 배후를 위협했다. 이윽고 참가한 간토 여러 무장들 중 일부가 철수하기 시작하자, 가케토라는 오다와라성의 포위를 풀었다. 가케토라는 사가미국(相模国) 가마쿠라의 쓰루가오카 하치만궁(鶴岡八幡宮)에서 우에스기 가문 상속과 간토간레이직 취임의식을 거행하고, 이름을 우에스기 마사토라라고 개명한 뒤 에치고 국으로 돌아갔다.
간토제압을 목표로 하던 마사토라에게 배후의 시나노-에치고 국경을 굳히는 것이 급선무였다. 그 때문에 다케다씨의 전진거점인 가이즈성을 공략하여 다케다군을 억누를 필요가 있었다. 같은 해 8월 마사토라는 에치고노쿠니를 출발했다.

### 전투경과
우에스기 마사토라는 8월 15일 젠코지에 도착하여 수송대와 병사 5,000명을 젠코지에 남겨두었다. 그리고 자신이 직접 13,000명을 이끌고 사이가와, 치쿠마가와를 건너 사이죠야마(妻女山)에 진(陣)을 세웠다. 사이죠산은 가와나카지마 남쪽에 위치해 가와나카지마 동쪽에 있던 가이즈성과 마주보는 곳이었다. 다케다 신겐은 가이즈성 성주이자 가신이던 고사카 마사노부(高坂昌信)로부터 마사토라가 가와나카지마에 출진했다는 소식을 접하고, 16일 고후를 출발했다.
신겐은 24일 병력 2만을 이끌고 가와나카지마에 도착해 서쪽의 차우스야마(茶臼山)에 진을 세우고, 우에스기군과 대치했다. 다만 고요군칸에서는 신겐이 차우스야마에 진을 세웠다는 이야기는 없었고, 차우스야마 포진은 이후의 군기물에 나타난 것이다.
이렇게 서로 퇴로를 봉쇄하는 형태를 보이며, 그대로 노려보기를 계속했다. 다케다군은 이 포진에 의한 전선(戰線)의 경직을 피하기 위해 29일 가와나카지마의 중심에 해당하는 하치만바라(八幡原)를 가로질러 가이즈성에 입성했다.
서로 노려보기를 계속하자, 사기저하를 우려한 다케다씨의 중신들은 우에스기군과의 결전을 주장했다. 마사토라의 능력을 알고 있던 신겐은 그래도 신중했기에 야마모토 간스케(山本勘助)와 바바 노부하루(馬場信春)에게 우에스기군 전멸작전입안을 명령했다. 야마모토 간스케와 바바 노부하루는 병력을 둘로 나눠, 대규모의 별동대를 편성한다는 계획을 진언했다.
이 별동대에게 사이죠야마의 우에스기군을 공격하게 하여 우에스기군이 이기지못하고 산에서 내려오면 이것을 평야에서 포진한 본대가 매복하고 있다가 별동대와 협공하여 궤멸시키는 작전이었다. 이것은 딱따구리(일본어: 啄木鳥)가 부리로 벌레가 숨어있는 나무를 두드려 놀라게 한 뒤 나무에서 나온 벌레를 잡아먹는 방식과 비슷했기에 딱따구리 전법(啄木鳥戦法)이라고 알려지게 되었다. 다케다 신겐의 군사로써 명성이 높았던 야마모토 간스케였으나, 고요군칸이외의 사료에는 그 모습을 보이지 않았다가, 전후에 발견된 이시가와 문서(市川文書)에서 전령장교역할의 무사로서 존재하여 군사로써의 야마모토 간스케의 실재는 현재 어느 정도 부정 받고 있다.
9월 9일 깊은 밤, 고사카 마사노부, 바바 노부하루 등이 이끄는 별동대 12,000명이 사이죠야마을 향하고, 신겐이 이끄는 본대 8,000명은 하치만바라에 포진했다. 그러나 마사토라는 가이즈성에서의 밥 짓는 연기가 예전보다 많다는 것을 보고 이 움직임을 간파했다. 마사토라는 일절 소리를 내는 것을 금지하고 야음을 틈타 비밀리에 사이죠야마을 내려와 치쿠마가와를 건넜다. 이것이 라이 산요(頼山陽)의 한시(漢詩) 가와나카지마의 일절 '鞭声粛々夜河を渡る'의 한 장면이었던 것이다. 마사토라는 아마조 마사시게(甘糟正重)에게 병사 1,000명을 주어 도하지점에 배치해 다케다군 별동대에 대비했다. 자신은 그 사이에 하치만바라에 포진했다.
10일 오전 8시경, 가와나카지마을 감싸 안았던 깊은 안개가 사라질 때쯤 난데없이 우에스기군이 눈앞에 포진해 있는 것을 본 신겐이 이끄는 다케다군 본대는 경악했다. 마사토라는 맹장 가키자키 가케이에(柿崎景家)를 선봉으로 하여 차현진(車懸りの陣)으로 다케다군을 습격했다. 다케다군은 완전히 허를 찔린 모습이 되었고, 급히 학익진(鶴翼の陣)을 만들어 응전하였지만, 고전을 면치 못해 신겐의 동생 노부시게를 비롯해 야마모토 간스케, 모로즈미 도라사다(諸角虎定), 하치노 겐고로(初鹿野源五郎) 등의 유력무장이 차례로 전사하는 등 상황이 매우 위험했다.
난전 중에 노출된 신겐의 본진에 마사토라가 쳐들어 왔다. 放生月毛에 몸을 싣고, 명도 小豆長光을 휘두른 마사토라는 의자에 앉아있던 신겐에게 칼을 3번 내리쳤고, 신겐은 군배(軍配)를 갖고 이를 막다가 어깨에 부상을 입었지만 시종들이 달려와서 신겐의 목숨을 구했다. 라이 산요는 이 장면을 '流星光底長蛇を逸す'이라고 읊었다. 가와나카지마 전투를 묘사한 그림이나 동상에서는 겐신(마사토라)이 수행하는 승려의 모습으로 그려져 있으나, 마사토라가 출가하여 우에스기 겐신으로 이름을 바꾼 것은 9년 후 겐키 원년(元亀元年)(1570년)이었다. 신겐과 겐신의 일대일 대결이란 유명한 장면은 역사소설이나 드라마 등에서 여러 차례 등장하였기에 사실과는 다를 수밖에 없다. 다만, 맹우관계였던 간바쿠 고노에 사키히사(近衛前久)에게 전투후 마사토라가 보낸 서찰에는 마사토라 자신이 칼을 휘둘렀다는 이야기가 있는바 격전이었다는 것만은 확신할 수 있었다.
마사토라에게 간파당해 이미 텅 빈 사이죠야마에 공격해 들어간 고사카 마사노부, 바바 노부하루가 이끄는 다케다군 별동대는 하치만바라로 급히 달려갔다. 다케다 별동대는 우에스기군의 후군을 맡았던 아마조 부대를 격파하고, 오전 12시경에 하치만바라에 도착했다. 예정보다 꽤 늦어졌지만, 다케다군 본대는 우에스기군의 공격을 겨우 견뎌내고 있었기에 별동대의 도착으로 인해 우에스기군은 협공 받는 형세가 되었다. 판세가 불리해진 것을 알아챈 마사토라는 병사를 이끌고 사이가와를 건너 젠코지로 퇴각하고, 신겐도 오후 4시에 추격을 멈추고 하치만바라로 병사를 물리면서 이로써 전투는 끝났다. 우에스기군은 가와나카지마 북쪽의 젠코지에 배치했던 병사 3,000과 합류하여 에치고 국으로 돌아갔다.
이 전투에 의한 전사자는 우에스기군 3,000여 명, 다케다군 4,000여 명이라고 전해져, 서로 다수의 전사자가 발생한 격전이었다. 신겐은 하치만바라에서 가쯔토(勝鬨)를 외치게 한 뒤 물러났고, 마사토라도 수실검(首実検)을 한 뒤에 에치고로 귀환했다. 고요군칸에서는 이 전투를 "전반은 우에스기의 승리, 후반은 다케다의 승리"라고 평가했다. 전투후의 서찰에서도 양쪽이 승리를 주장했다. 다만 다케다군은 최고 간부인 다케다 노부시게, 모로즈미 도라사다가 전사한 것에 비해 우에스기군의 간부층에서는 전사자가 없었기 때문에 전술적으로는 우에스기군 우세로 끝났다고 보는 견해도 있다. 다시 말하자면 명확한 승패가 갈린 전투는 아니었던 것이다.
이 전투에 대해 신겐과 마사토라의 간죠가 6통이 남겨져 있어, 이것을 혈염의 간죠(血染めの感状)라고 부른다. 다만 芝辻俊六氏를 시작으로 문체나 서체, 필적 등이 의문시 되는 것이 있어, 이 간죠의 진위여부에 대한 재검토의 여지가 있다는 의견도 있다.

## 제5차 전투
가와나카지마 전투 중 마지막 전투인 제5차 전투는 에이로쿠 7년(1564년)에 벌어졌는데, 시오자키의 대진(塩崎の対陣)이라고도 부른다. 우에스기 데루토라(上杉輝虎)가 에이로쿠 4년 말에 쇼군 요시테루에게서 1자를 하사받아 개명)는 가와나카지마에 출진했으나, 다케다 신겐은 결전을 피하고 대치만 하다가 끝났다.
우에스기 데루토라는 간토로 매년 출병하여 호조 우지야스와 전투를 벌였고, 다케다 신겐은 항상 데루토라의 배후를 위협했다. 데루토라의 신겐에 대한 증오는 대단해서, 거성이었던 가쓰가야마성(春日山城)안의 간경소(看経所)와 이야히코 신사(弥彦神社)에 '다케다 하루노부 악행목록'(武田晴信悪行之事)이란 주제의 원문을 봉납하고 여기서 신겐을 욕설을 퍼부으며 극도로 증오하여 필히 퇴치할 것을 맹세했다고 한다.
에이로쿠 7년(1564년) 히다노쿠니(飛騨国)의 미쓰키 요시요리(三木良頼)와 에마 도키모리(江馬時盛)가 다툼을 벌이자, 신겐이 에마씨를, 데루토라가 미쓰키씨를 지원하며 개입했다. 8월 데루토라는 신겐의 히다노쿠니 침입을 막기 위해 가와나카지마에 출진했다. 신겐도 시오자키성에 포진했으나, 결전을 피하였고, 2개월에 걸쳐 대치하였다. 10월에 이르러 양군이 철수하면서 끝났다. 이후 신겐은 도카이도(東海道)나 미노노쿠니(美濃), 고즈케노쿠니(上野)방면으로 세력을 확대했고, 데루토라는 간토출병에 힘을 기울였기에 가와나카지마에서 큰 전투는 이후 벌어지지 않았다.
신겐은 에치고쿠니를 조금도 영유하지 못했지만, 일련의 전투를 통해 북시나노의 지배권은 다케다씨가 차지했기 때문에 전략적으로는 다케다씨의 승리라고 할 수 있었다.

## 전후
에이로쿠 11년(1568년) 9월, 오다 노부나가(織田信長)가 아시카가 요시아키(足利義昭)를 옹립하고 대군을 이끌고 상락에 성공하였다. 같은 해 11월 신겐은 이마가와씨와의 동맹을 깨뜨리고 스루가노쿠니(駿河国)에 난입했다. 에이로쿠 3년(1560년)에 오케하자마 전투(桶狭間の戦い)에서 이마가와 요시모토가 노부나가에게 죽음을 당한 이후, 약체화된 이마가와씨의 영토는 순식간에 와해되었고, 당주인 이마가와 우지자네(今川氏真)는 도망쳤다. 이에 격노한 호조 우지야스는 스루가노쿠니에 출병한 다케다군과 전투를 벌였기에 3국동맹은 붕괴되었다.
시대는 오다 노부나가의 대두를 시작으로 새로운 국면으로 전환되었다. 그 후 천하통일을 완수한 도요토미 히데요시(豊臣秀吉)가 가와나카지마을 방문했다. 사람들은 신겐과 겐신의 뛰어난 군략을 칭송했으나, 히데요시는 "はかのいかぬ戦をしたものよ"라고 말했다고 전해진다.
좁은 가와나카지마를 둘러싸고 벌어진 국지전에 신겐과 겐신이 병력과 10년 이상의 시간을 낭비했기 때문에 헛되이 노부나가의 대두를 용인한 결과가 되었다고 예로부터 많은 학자들이 이 전투를 평가했다. 그 때문에 신겐과 겐신은 결국 지방 다이묘에 불과하고 천하인이 된 노부나가, 히데요시에 비해 기량은 떨어질 수밖에 없다고 판단한 작가나 평론가도 많다.
한편 근년의 학자들은 양쪽이 필요에 의한 전투를 벌였다고 생각하는 측도 있었다. 그것은 3국동맹이 전략의 대전제였던 신겐에게 중요했기에 후 호조씨의 적대자였던 겐신과의 대결은 필연적이었고,(후에 3국동맹을 파기하고 스루가노쿠니에 난입한 신겐은 고립되어 어려운 전략상황에 빠지게 되었다.) 겐신에게 있어서도 신겐의 북시나노 영유를 쉽사리 인정하면 본국인 에치고노쿠니 자체가 위기에 빠지게 될 수밖에 없는 상황이었기에 두 사람의 충돌은 필연적일 수밖에 없다는 것이었다.

## 다른 설
가와나카지마 전투에 관련된 기록 중에는 알려진 것과는 다른 설도 존재한다.
- 가와나카지마 전투에서 전투를 벌인 이유에 대해서 다케다, 나가오씨가 내란을 일으키지 않게 신하들에 대해 구심력을 높이기 위해 벌인 퍼포먼스라는 설이 있다. 또한 동맹관계의 증명을 위해 다케다가 공격해도 얻는 것이 없었다는 설도 있다.
- 또 키즈즈키 전법에 대해서도 사이죠야마의 산기슭의 경사가 깊어, 말이 통과하기가 쉽지 않기 때문에 실제 협공할 수 있는지에 대해서 의문이 남는다. 그 때문에 사이죠야마에 진을 세운 우에스기군을 포위하여 병량을 차단하여 궁지에 빠뜨려 우에스기군이 전군을 모아 다케다군 본진에 돌격한 게 아닌가 추측하고 있다.
- 제4차 가와나카지마 전투에 대해서 '예기지 못한 조우설'이 있다.[16] 양군은 깊은 안개 속에서 행군하다가 본대끼리 뜻밖의 조우로 인해 전투를 벌이게 된 것이다. 당시 전투로써는 이례적일 정도로 양군의 사망률이 높은 것도 이를 설명할 수 있기에, 상황증거를 토대로 분석한다면 기즈즈키 전법도 신빙성이 있다.[17]
- 사이죠야마는 전술적으로 사지(死地)였기에(병사를 움직이거나 보급도 곤란하였다), 나오에 가케쓰나(直江景綱), 가키자키 가케이에 등이 반대했으나 이를 물리치고, 겐신은 그곳에 진을 세웠다. 희유의 전술 안을 갖고 있던 우에스기 겐신이 가와나카지마의 지형을 이해하지 못했다고는 생각할 수 없기 때문에 배수의 진을 짠 것은 아닌가하는 추측도 있다.
- 또 제4차 가와나카지마 전투에 관련한 '정흥사 문서'라고 알려진 문장에 가와나카지마 전투에 관련한 내용이 있다. 여기서는 에이로쿠 4년 9월 28일 전투를 기원하는 사찰이 전화에 휩쓸렸다는 기술이 있다. 문장의 진위여부는 확정할 수 없으나, 이 기술이 사실이라면 9월 10일의 전투에서 양군 합계 전군의 2할에 달하는 전사자를 냈었고, 그 후도 장기간 전투를 계속했다고 볼 수 있었다.

## 작품
가와나카지마 전투를 묘사한 주요 작품을 열거한다.

### 영화
- 풍림화산(1969년)
- 전국자위대(1979년): 가도가와 하루키(角川春樹) 제작. 센고쿠 시대로 타임슬립한 자위대원은 나가오 가케토라의 상락작전에서 우방이 되었다. 11명의 자위대원들은 가와나카지마에서 전국최강의 다케다 기마군단 2만과 격돌한다. 전국 무사와 현대병기의 대규모 전투씬은 실제로 박력이 있어 영화는 대히트했다.
- 하늘과 땅(1990년): 가도가와 하루키가 다시 가와나카지마 전투를 영상화했다. 캐나다 평원에서 다수의 엑스트라를 동원해 대규모 로케를 감행했다. 검은 색 복장으로 통일한 우에스기군과 붉은 색 복장으로 통일한 다케다군이 격돌한다(사실 양군은 역사에서 이런 복장은 하지 않았다) 사실 재현성보다도 다이내믹을 중시한 영상표현과 고무로 데츠야(小室哲哉)의 음악도 어우러져 환상적이었다.

### TV드라마
- 하늘과 땅(1969년)
- 풍림화산

## 참고 문헌
- 笹本正治 監修・長野県飯山市 編『川中島合戦再考』（新人物往来社、2000年） ISBN 4-404-02899-7
- 平山優『戦史ドキュメント 川中島の戦い』上、下（学研M文庫、2002年）

上 ISBN 4-05-901126-6、下 ISBN 4-05-901134-7
- 三池純正『真説・川中島合戦 封印された戦国最大の白兵戦』（洋泉社新書y、2003年） ISBN 4-89691-752-9
- 柴辻俊六『信玄の戦略―組織、合戦、領国経営』（中央公論新社、2006年） ISBN 4-12-101872-9
- 柴辻俊六『武田信玄合戦録』（角川学芸出版 、2006年） ISBN 4-04-703403-7
- 桑田忠親監修『日本の合戦（3）群雄割拠』 (新人物往来社、1978年) 　ISBN B000J8ONFG
- 桑田忠親『新編日本合戦全集　応仁室町編』(秋田書店、1990年） ISBN 4-253-00379-6
- 『クロニック戦国全史』 （講談社、1995年） ISBN 4-06-206016-7
- 杉山博 『日本の歴史 (11) 戦国大名』（中央公論新社、1974年） ISBN 4-12-200086-6
- 磯貝正義、服部治則校注『甲陽軍鑑（上）（中）（下）』（新人物往来社、1965年）
- 小林計一郎『武田軍記』（新人物往来社 1967、朝日文庫 復刊、いずれも絶版）